# (16878) Tombickler
(16878) Tombickler est un astéroïde de la ceinture principale.

## Description
(16878) Tombickler est un astéroïde de la ceinture principale. Il fut découvert le 24 janvier 1998 à Haleakala par le programme NEAT. Il présente une orbite caractérisée par un demi-grand axe de 2,68 UA, une excentricité de 0,19 et une inclinaison de 12,0° par rapport à l'écliptique.

## Compléments